# Prevostura di Zella

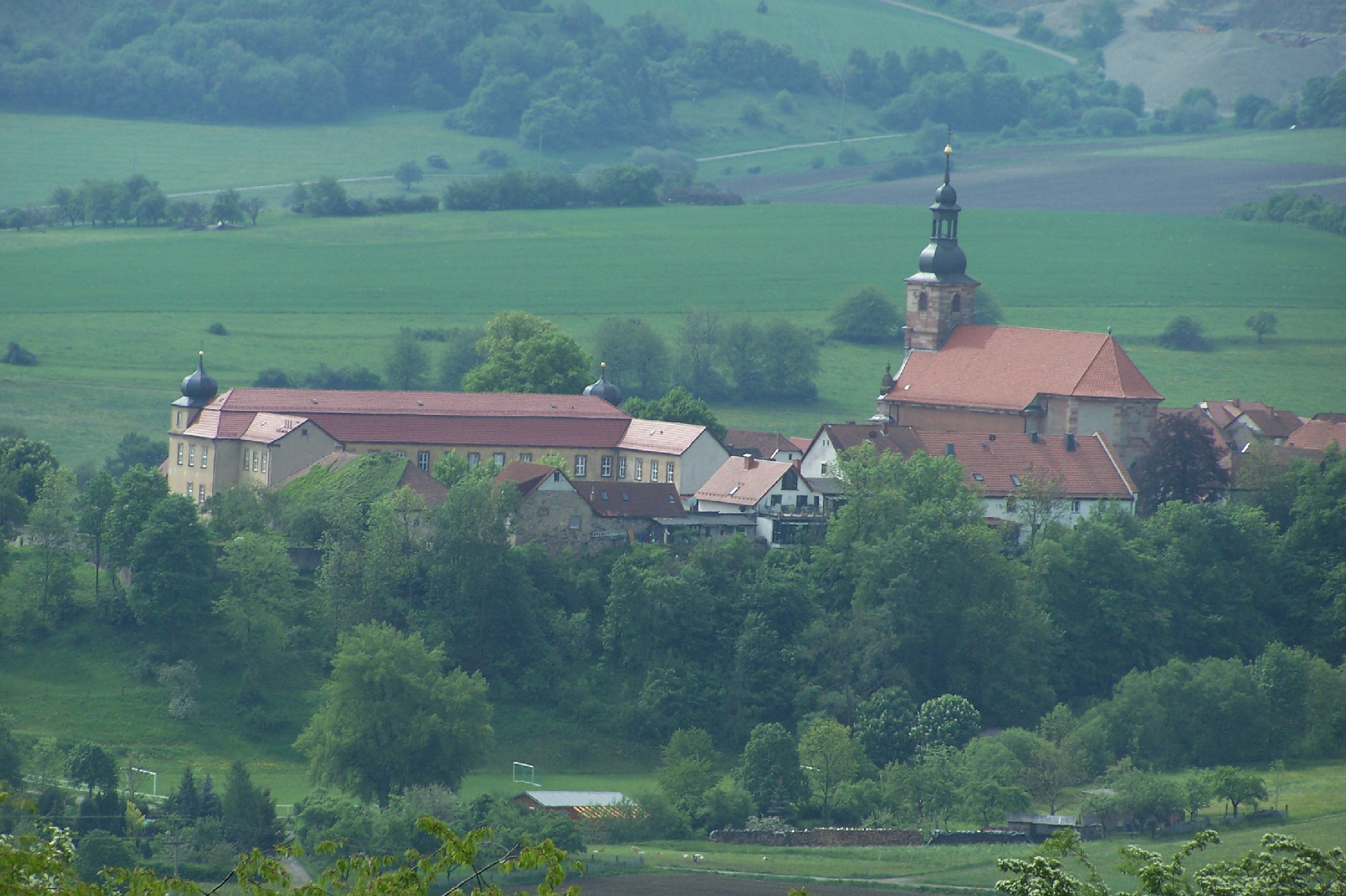
Vista del complesso da nord

La pevostura di Zella era una prevostura benedettina situato presso l'attuale città di Zella/Rhön, in Germania. Dipendeva anticamente dall'abbazia di Fulda.

## Localizzazione
La prevostura di Zella si trova in posizione dominante sulla cima di una collina (425 metri sul livello del mare) allungata che confina immediatamente ad ovest col centro storico di Zella/Rhön.

## Storia

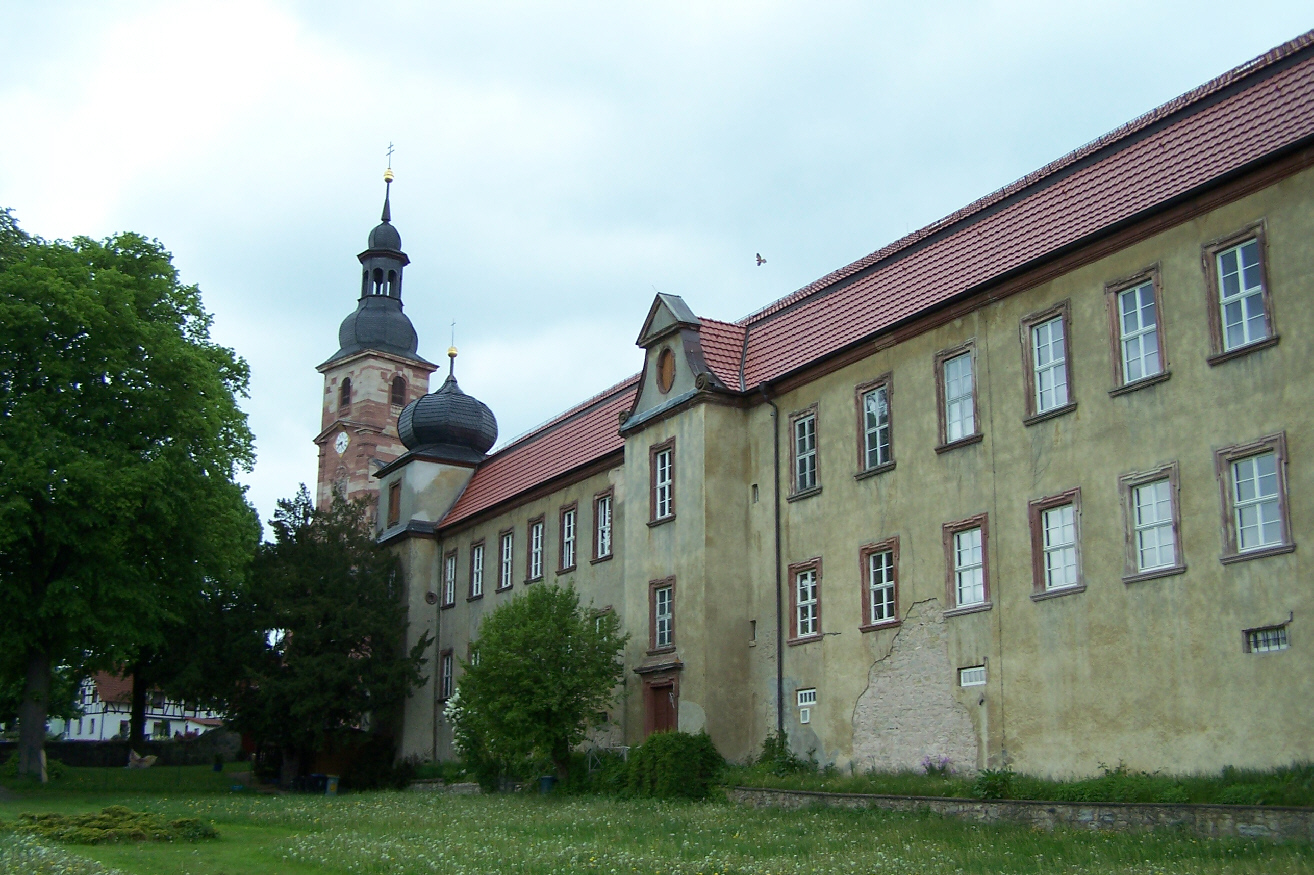
L'edificio della prevostura visto da sud

Il monastero benedettino di Zella venne fondato nel 1136 dal conte Erpho von Neidhartshausen. Le mura di fondazione dell'originario edificio conventuale si trovano sulla facciata est dell'odierna struttura e sono ancora visibili, passando ufficialmente dal 1284 sotto la tutela dell'abbazia di Fulda che fece del monastero di Zella un prevostato sede di uno dei rappresentanti del principe-abate.
Durante la guerra dei contadini che scosse la Germania nel XVI secolo, la prevostura di Zella riuscì a sopravvivere ma venne minacciata di chiusura poco dopo dai conti di Henneberg che si erano convertiti al protestantesimo. Gli abati di Fulda riuscirono a mantenere attiva l'istituzione come piccola enclave cattolica, continuando a dirigere le fattorie della zona.
Dopo la Guerra dei Trent'anni, Zella divenne il punto di partenza della controriforma nell'area della Turingia, ma il progetto fallì a causa della necessità di mantenere un certo equilibrio tra i poteri presenti e la mancanza di interesse da parte della politica imperiale che già aveva approvato il cuius regio, eius religio. Tra il 1715 ed il 1732, il prevosto Adolf von Dalberg fece ricostruire la chiesa della prevostura nell'odierna chiesa di Santa Maria Assunta, un capolavoro dell'architettura barocca. Nel 1718, il vicino edificio del monastero, già pesantemente devastato, fu trasformato nell'odierno palazzo prevostale, un edificio barocco a due piani. Sia la chiesa che l'edificio prevostale vennero progettati dall'architetto italiano Andrea Gallasini, già impiegato a Fulda.

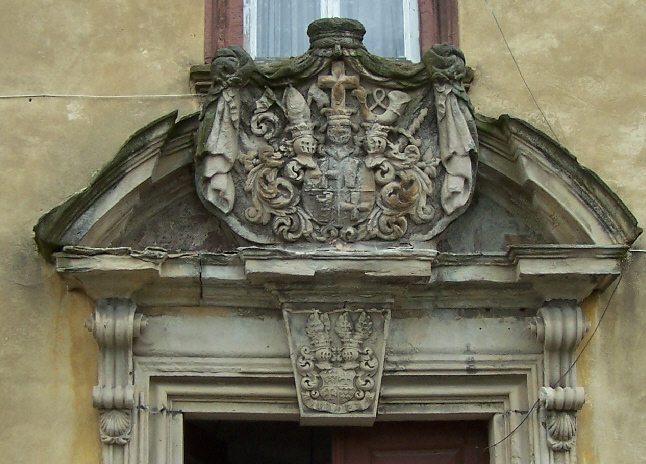
Il portale scolpito dell'accesso alla prevostura con lo stemma del principe-abate di Fulda e del prevosto Adolf von Dalberg

L'ala principale dell'edificio della prevostura si presenta oggi con 15 finestre poste sul lato est e due torri sporgenti con le caratteristiche cupole a cipolla. Sul lato del cortile si trovano due lati con 13 finestre ciascuno. L'accesso alla struttura avviene attraverso un grande portale decorato con lo stemma del principe-abate di Fulda, Konstantin von Buttlar (1714-1726) che promosse i lavori di rifinitura alla struttura, accompagnato da quello del prevosto Adolf von Dalberg con la scritta "A*C*V*"W*F*V*D*P*Z*Z*1718” (Adolph, tesoriere di Worms, barone von Dalberg, prevosto di Zella 1718). Nel 1726 lo stesso Dalberg venne poi eletto quale principe-abate di Fulda.
Con la secolarizzazione del principato abbaziale di Fulda, l'ultimo prevosto che visse a Zella, Alexander Zobel von und zu Giebelstadt, decise di ritirarsi a Fulda dove morì nel 1830. Dal 1803 in poi, la Casa d'Orange ricevette i beni dell'ex prevostura di Zella come compensazione per le perdite subite durante il periodo delle rivoluzioni. Nel 1806 Napoleone ne prese possesso e cedette il complesso al principe-primate Karl Theodor von Dalberg. Nel 1815 la Prussia ricevette i territori dell'ex principato di Fulda.
La struttura della prevostura e l'abitazione del prevosto, ristrutturate nel 2001, accolgono dal 2002 un museo e una mostra permanente dedicata alla Riserva della Biosfera di Rhön, la cui amministrazione ha preso sede in loco nel 2009.

## Prevosti di Zella
- 1549-1566 Kaspar Lange
- 1569-1570 Hermann von Windhausen
- 1593 Caspar (Kaspar) von Wildungen, anche prevosto di Michaelsberg dal 1587, anche prevosto di Blankenau 1581-1601, prevosto di Holzkirchen (1593-1601)
- 1593-1616 Daniel von Merlau, anche prevosto di Michaelsberg
- 1616-1627 Bernhard Wilhelm von Schwalbach, poi prevosto a Holzkirchen, poi di nuovo prevosto a Zella
- 1627-1635 Hermann Balthasar von Buttlar
- 1635-1639 Bernhard Wilhelm von Schwalbach (2º mandato)

1639-1646 sede vacante reggenza di M. von Rindorf
- 1656-1658 Magnus von Riedheim
- 1671-1678 Placidus von Droste zu Erwitte (1641-1700), anche prevosto di Holzkirchen, poi principe-abate di Fulda
- 1679-1690 Christoph Ernst von Guttenberg
- 1700-1715 Christoph von Guttenberg, abate di Michelsberg presso Bamberga
- 1715-1726 Adolf von Dalberg (viv. 1678-1737), dal 1726-1737 principe-abate di Fulda
- 1729-1739 Wilhelm von Harstall (-1739)
- 1 gennaio 1741 - 1755 Anton von Hagenbach (21 ottobre 1701 - 15 luglio 1759), anche prevosto di Petersberg, poi prevosto di Johannesberg
- 1755-1761 Aemilian Zobel von Giebelstadt zu Darstadt (1705-1761)
- 1761-1777 Wolfgang von Blittersdorf
- 1778-1782 Heinrich von Warnsdorf (23 agosto 1745-?), poi prevosto di Michaelsberg
- 1786-1792 (1795?) Ludwig von Schönau (9 maggio 1745-1816), poi prevosto di Johannesberg
- 1795-1803 Alexander Zobel von Giebelstadt (20 aprile 1759-1830), ultimo prevosto